# Lasius
Lasius és un gènere de formigues de la subfamília dels formicins (Formicinae). Són formigues petites, monogíniques (una sola reina per formiguer), que pasturen pugons dels quals prenen les seves secrecions ensucrades. Fan vols nupcials multitudinaris. Hi ha diverses espècies de Lasius a la península Ibèrica.

## Història natural
Les espècies del gènere Lasius principalment pasturen pugons, alimentant-se de les seves secrecions ensucrades, per bé que també preden sobre petits artròpodes, àfids inclosos. Lasius neglectus és una espècie invasora a Europa, incloent-hi la , molt dominant i agressiva, cosa que la converteix en una plaga molt difícil d'erradicar.
Totes les espècies conegudes són monogíniques (una sola reina per formiguer), excepte Lasius neglectus. Algunes espècies, com Lasius flavus, poden fundar nius poligínicament (diverses reines al mateix formiguer), però una vegada que la primera generació d'obreres madura les reines es barallen entre elles fundant unitats monogíniques. Alimenten les larves amb ous tròfics.
En els vols d'aparellament s'ajunten gran quantitat d'individus sexuats a àmplies àrees a finals d'estiu amb temps humit i càlid.

## Espècies
El gènere Lasius inclou 125 espècies, de les quals 25 viuen a la península Ibèrica i/o illes Balears:
- Lasius alienus (Schenck, 1852)
- Lasius balearicus Talavera, Espadaler & Vila, 2014
- Lasius bicornis (Förster, 1850)
- Lasius brunneus (Latreille, 1798)
- Lasius carniolicus Mayr, 1861
- Lasius cinereus Seifert, 1992
- Lasius citrinus Emery, 1922
- Lasius distinguendus (Emery, 1916)
- Lasius emarginatus (Olivier, 1792)
- Lasius flavus (Fabricius, 1782)
- Lasius fuliginosus (Latreille, 1798)
- Lasius grandis Forel, 1909
- Lasius lasioides (Emery, 1869)
- Lasius meridionalis (Bondroit, 1920)
- Lasius mixtus (Nylander, 1846)
- Lasius myops Forel, 1894
- Lasius neglectus Van Loon et al., 1990
- Lasius niger (Linnaeus, 1758)
- Lasius paralienus Seifert, 1992
- Lasius piliferus Seifert, 1992
- Lasius platythorax Seifert, 1991
- Lasius psammophilus Seifert, 1992
- Lasius rabaudi (Bondroit, 1917)
- Lasius sabularum (Bondroit, 1918)
- Lasius umbratus (Nylander, 1846)